# DJI Mini 4 Pro
Die DJI Mini 4 Pro ist eine ferngesteuerte kompakte Quadcopter-Drohne für private und kommerzielle Luftbildfotografie und Videografie, hergestellt vom chinesischen Technologieunternehmen DJI. Sie ist das Nachfolgemodell der DJI Mini 3 Pro.

## Design und Entwicklung
Modellnummer MT4MFVD

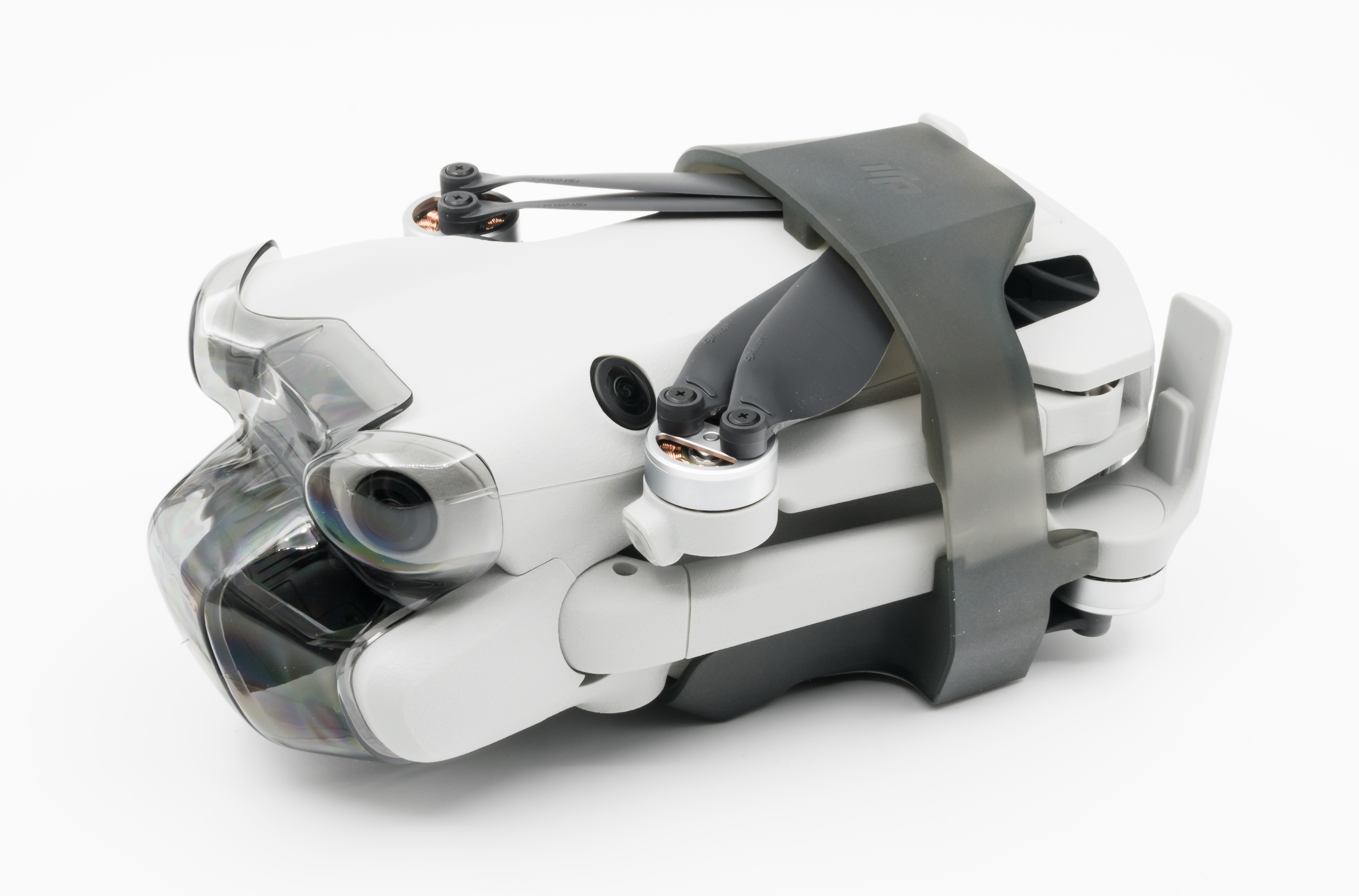
Typische Over/Under-Fold-Konfiguration

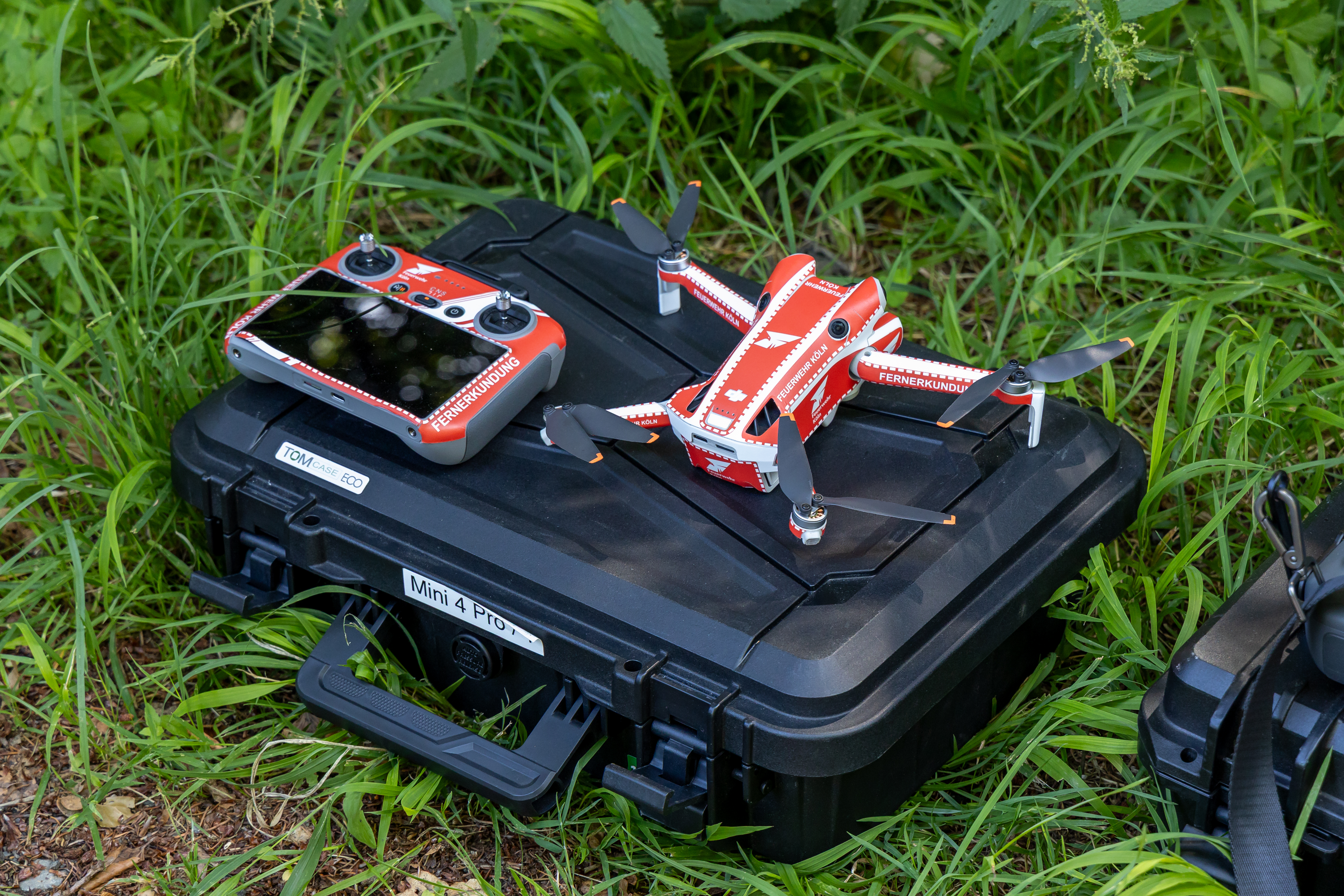
DJI Mini 4 Pro der Feuerwehr Köln

Die Mini 4 Pro wurde am 25. September 2023 veröffentlicht. Die Mini 4 Pro führte das Omnidirectional Vision Sensing Kollisionsvermeidungssystem ein, das vier Fischaugen- und zwei nach unten gerichtete binokulare Sichtsensoren sowie eine TOF-Kamera verwendet. Die Drohne verfügt außerdem über das OcuSync 4 Übertragungssystem, das 1080p-Filmmaterial bis zu einer Entfernung von 20 km überträgt. Die Kamera der Mini 4 Pro ist eine verbesserte Version der Kamera der Mini 3 Pro, mit der zusätzlichen Fähigkeit, 4K-Zeitlupenvideos mit 100 fps aufzunehmen. Der Gimbal kann auch um 90 Grad gedreht werden, um vertikale Videos aufzunehmen. Die Drohne wird seit Ende 2023 als UAS der Klasse C0 ausgeliefert, kann auf Kundenwunsch aufgrund ihrer Ausstattung auch durch den Hersteller nach C1 klassifiziert werden.

## Technische Daten
Quelle: Website des Herstellers
|                           | DJI Mini 4 Pro                         |
| UAS-Klasse                |                                        |
| Einführungsjahr           | 2023                                   |
| Startmasse                | < 249 g (mit Standardakku)             |
| Maße (mit Propeller)      | 298 × 373 × 101 mm                     |
| max. Flugzeit             | 34 Minuten (mit Standardakku)          |
| Hindernisvermeidung       | Omnidirektional                        |
| max. Flughöhe (N.N)       | 4000 m                                 |
| max. Reichweite           | 20 km (FCC) 10 km (CE)                 |
| max. Steiggeschwindigkeit | 5 m/s                                  |
| max. Sinkgeschwindigkeit  | 5 m/s                                  |
| Windwiderstand            | 10,7 m/s                               |
| max. Geschwindigkeit      | 16 m/s                                 |
| max. Fotoauflösung        | 48 MP                                  |
| max. Videoauflösung       | 4K/100 fps                             |
| Bildsensor                | 1/1,3″ CMOS                            |
| Objektiv                  | 24 mm                                  |
| Sichtfeld                 | 82,1°                                  |
| Blende                    | f/1,7                                  |
| Zoom                      | 1- bis 4-fach                          |
| Gimbal                    | 3-Achsen                               |
| ISO Foto                  | 100 – 6400                             |
| ISO Video                 | 100 – 12800                            |
| Verschlusszeit            | 8 – 1/16.000 s                         |
| Max. Video Bitrate        | 150 Mbit/s                             |
| Fotoformat                | JPEG / DNG (RAW)                       |
| Videoformat               | MP4 (H.264 / MPEG-4 AVC, H.265 / HEVC) |
| Akku-Art                  | Li-Ion                                 |
| Akku                      | 2590 mAh                               |
| Positionsbestimmung       | GPS + Galileo + BeiDou                 |
| Übertragungssystem        | OcuSync 4                              |
| Interner Speicher         | 2 GB                                   |
| Betriebstemperatur        | −10 bis 40 °C                          |